# Ozomelis parryi
Ozomelis parryi là một loài thực vật có hoa trong họ Saxifragaceae. Loài này được (Piper) Rydb. miêu tả khoa học đầu tiên năm 1905.